# Heinz Oliberius
Heinz Oliberius (* 2. Oktober 1937 in Teplitz-Schönau in Nordböhmen, heute Teplice; † 31. August 2001 in St. Wendel) war ein deutscher Bildhauer.

## Leben
Heinz Oliberius wurde am 2. Oktober 1937 in Teplitz-Schönau geboren. Nach dem Zweiten Weltkrieg und dem kriegsbedingten Tod des Vaters gelangten er und seine Mutter nach der Vertreibung aus Nordböhmen nach Arnoldshain im Taunus bei Frankfurt am Main. Nach dem Besuch der dortigen Volksschule absolvierte Oliberius eine Steinmetz- und Ornamenthauerlehre. Daraufhin begann er im Jahr 1959 ein Studium
an der Staatlichen Hochschule für Bildende Künste – Städelschule für die Bildhauerklasse bei Hans Mettel. 
Nach dem Abschluss seines Studiums im Jahr 1965 arbeitete Oliberius bis 1966 in Frankfurt, bevor er anschließend ins Saarland, zunächst nach Neunkirchen (Saar) und später nach Saal (St. Wendel), zog. 
Von 1977 bis 1979 arbeitete Oliberius als Kunsterzieher am Willi-Graf-Gymnasium in Saarbrücken, 1978 war er Dozent für Bildhauerei an der Europäischen Sommerakademie in Luxemburg. In den Jahren von 1979 bis 1988 hatte er im Fachbereich Design der Hochschule für Technik und Wirtschaft des Saarlandes einen Lehrauftrag. Er gab Zeichenunterricht in der Grundlehre bei Oskar Holweck. Neben seiner Lehrtätigkeit gestaltete Oliberius im öffentlichen Raum zahlreiche Kunstwerke. So nahm er im Jahr 1978 am internationalen Bildhauersymposion in Saarbrücken teil, in dessen Rahmen zwei Steine für den St. Johanner Markt entstanden sowie im Jahr 1986 an der Kunstaktion "Straße der Skulpturen". Von 1979 bis 1984 war er Vorsitzender des Saarländischen Künstlerbundes, dessen Mitglied er bereits seit 1968 gewesen war.
Gegen Ende der Schaffenszeit von Heinz Oliberius entstanden vor allem kleinfigurige Arbeiten, da es ihm sein gesundheitlicher Zustand nicht mehr erlaubte, großformatige Arbeiten in Stein auszuführen. Nach langer Krankheit starb er am 31. August 2001.

## Werke im öffentlichen Raum (Auswahl)

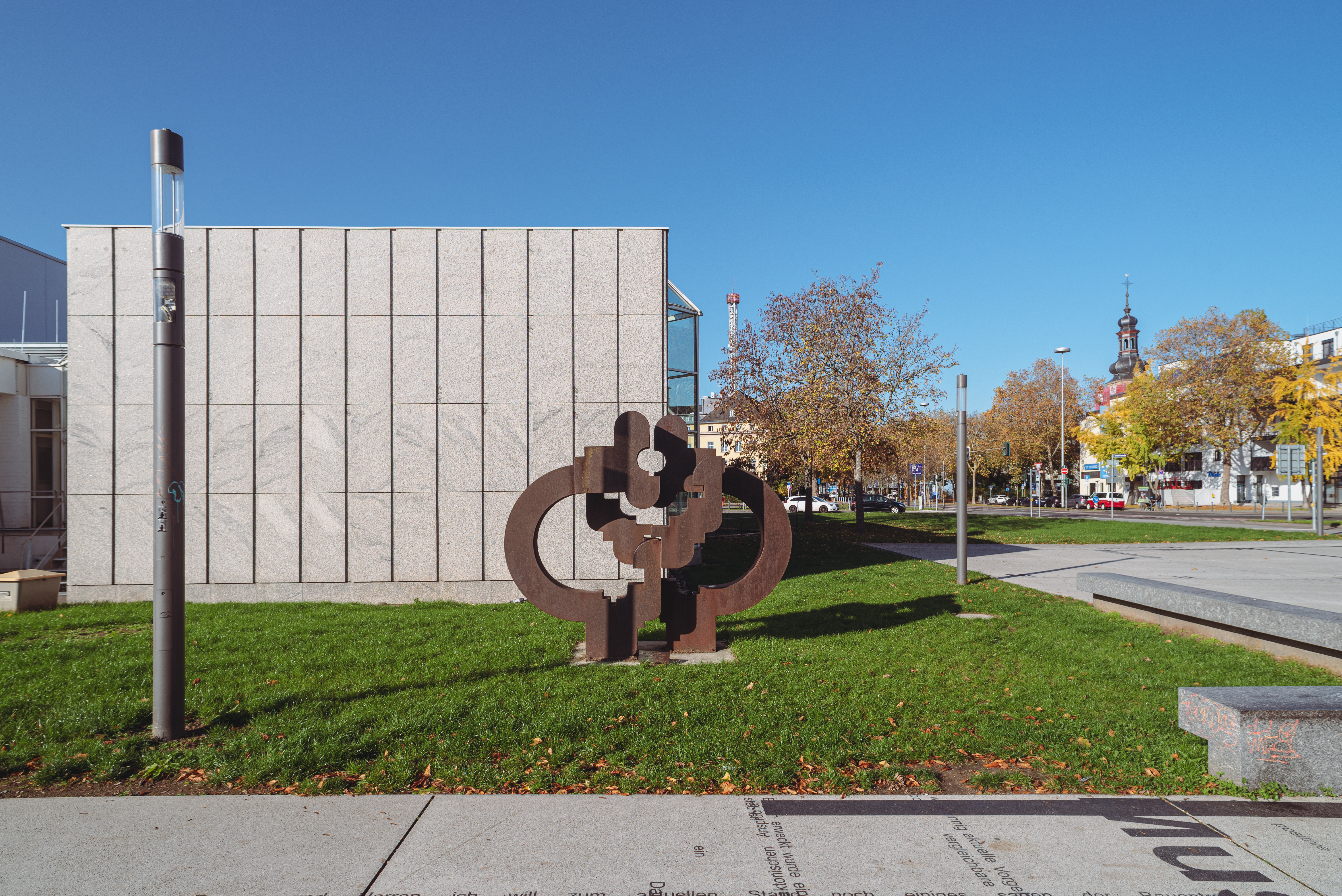
Grosse Doppelfuge bei der HfM Saar

- Frankfurt (Nord-West-Stadt), "Engel", Altarwandgestaltung, 1964
- Duisburg, St. Gabriel, Altarraumgestaltung, 1965
- Wallerfangen-Gisingen, katholische Pfarrkirche St. Andreas, Kreuzweg, um 1968
- Saarbrücken, Hochschule für Musik und Theater (Haupteingang), Grosse Doppelfuge, 1973, Stahl, 250 × 295 × 75 cm
- Saarlouis, Max-Planck-Gymnasium, Skulptur (Freifigur), 1976
- Saarbrücken, Willi-Graf-Gymnasium, vier Wandobjekte, 1977, Holz, lackiert, je 150 × 110 cm
- St. Ingbert, Leibniz-Gymnasium, Skulptur (Freifigur), 1978
- Saarbrücken, St. Johanner Markt, Skulptur, 1978, Granit, 79 × 54 cm
- Saarbrücken, St. Johanner Markt, Skulptur, 1978, Granit, 80 × 47 × 53 cm
- Freisen, Kreuz an der Autobahn, 1980
- Dillingen, Rathaus, Sitzungssaal, Kreuz, 1981
- Duisburg, St. Josef, Altarraumgestaltung, 1983
- Völklingen, Finanzamt (Neubau), Skulptur, 1984, gelber Jurakalkstein
- Losheim, Brunnen, 1986
- Bosen, Ortskern (Bildhauersymposion St. Wendel), 1986, gelber Sandstein, 230 × 280 × 110 cm
- Dillingen-Diefflen, Brunnen, 1987
- Marpingen, Brunnen, 1988
- Merzig, Polizei-Gebäude (Neubau), "Kleine Vision", Skulptur, 1988, weißer Marmor
- Saarbrücken, Deutsch-Französischer-Garten, Skulptur, 1988
- Bliesen, St. Remigius, Altarraumgestaltung, 1989
- Heusweiler, Rathaus, Wandgestaltung, 1990
- Daun, Forum Daun, Großplastik, 1992
- Saarlouis, Pavillonstraße, Skulptur "Torso", 1993 (Aufstellung 2008)
- Illingen, Burg Kerpen, "Große Stehende", 1993 (Aufstellung 2009)

## Monographien
- Heinz Oliberius; Skulpturen, Gemälde, Aquarelle, Zeichnungen, Ausstellungskatalog Kunstzentrum Bosener Mühle, Nohfelden 1997.
- Heinz Oliberius, Retrospektive, Ausstellungskatalog Museum St. Wendel 2001, St. Wendel 2001.
- Sandra Brutscher: Heinz Oliberius, Leben und Werk unter besonderer Berücksichtigung der Werkgruppe ‘König und Königin’, Magisterarbeit im Fach Kunstgeschichte der Universität des Saarlandes (unveröffentlicht).
- Claudia Wiotte-Franz, Peter Pachnicke (Hrsg.): Heinz Oliberius und der sakrale Raum – eine Dokumentation, Museum Haus Ludwig für Kunstausstellungen Saarlouis, Fotografien von Thomas Wolf, Trier 2012.
- Claudia Wiotte-Franz, Peter Pachnicke (Hrsg.): Heinz Oliberius, Der Tisch Gottes, Fotografien von Thomas Wolf, Trier 2012, darin: Claudia Wiotte-Franz und Peter Pachnike: Die künstlerische Herausforderung des "Zweiten Vatikanischen Konzils", S. 9; Der Erneuerung Gestalt geben, S. 14; Den Stein zum Sprechen bringen, S. 32; Abbild und Zeichen des Gekreuzigten, S. 46; Geometrische und organische Formen durchdringen sich, S. 58; Alois Peitz: Der Altar nach 1964, S. 71–72; Ulrich Schäfer: Beim Werkzeug darf man nicht sparen, S. 73; Volker Hochdörffer: Skulpturen vom erhabener Größe, S. 74; Sandra Brutscher: Biografie Heinz Oliberius, S. 76–77.